# Jinghong
Jinghong är en stad på häradsnivå och huvudort i Xishuangbanna, en autonom prefektur för daifolket i Yunnan-provinsen i sydvästra Kina. Den ligger omkring 380 kilometer sydväst om provinshuvudstaden Kunming. 